# Vice (film, 2018)
Vice är en amerikansk biografisk dramakomedifilm skriven och regisserad av Adam McKay. Christian Bale spelar huvudrollen som Dick Cheney, och filmens biroller spelas av  Amy Adams, Steve Carell, Sam Rockwell, Tyler Perry, Alison Pill och Jesse Plemons. Filmen handlar om Cheney och hans kamp för att bli den mäktigaste vicepresidenten i USA:s historia. Det är den andra biofilmen som skildrar George W. Bushs tid som president, efter Oliver Stones W., och det tredje samarbetet mellan Bale och Adams, efter The Fighter och American Hustle. Filmen tillkännagavs i november 2016, med McKay som regissör och manusförfattare. Bale tillkännagav sin roll som Cheney i april 2017, och stora delar av skådespelarna gick med under resten av året.
Vice släpptes i USA den 25 december 2018 av Annapurna Pictures och i Sverige den 11 januari 2019. Filmen fick blandade omdömen av recensenter; vissa kallade filmen för ”intelligent”, medan andra fördömde den och kallade den för ”en klumpig föreställning av politiskt hat”, och McKays manus och regi fick både ”skarp kritik och högtidlig hyllning”. Trots det polariserade mottagandet för själva filmen fick den mycket beröm för sitt skådespel, framför allt mellan Bale och Adams. Filmen fick flera prisnomineringar, inklusive sex på Golden Globe-galan 2019, bland annat för Bästa film – musikal eller komedi, och vann där priset Bästa manliga huvudroll (musikal eller komedi) för Bale.

## Rollista
- Christian Bale – Dick Cheney
  - Alex MacNicoll och Aidan Gail – Dick Cheney som barn
- Amy Adams – Lynne Cheney
  - Cailee Spaeny – Lynne Cheney som barn
- Steve Carell – Donald Rumsfeld
- Sam Rockwell – George W. Bush
- Tyler Perry – Colin Powell
- Alison Pill – Mary Cheney
  - Colyse Harger – Mary Cheney som barn
- Lily Rabe – Liz Cheney
  - Violet Hicks – Liz Cheney som barn
- Eddie Marsan – Paul Wolfowitz
- Justin Kirk – Scooter Libby
- LisaGay Hamilton – Condoleezza Rice
- Jesse Plemons – Kurt, berättaren
- Bill Camp – Gerald Ford
- Don McManus – David Addington
- Shea Whigham – Wayne Vincent
- Stephen Adly Guirgis – George Tenet
- John Hillner – George H.W. Bush
- Matthew Jacobs – Antonin Scalia
- Stefania LaVie Owen – Joan
- Adam Bartley – Frank Luntz
- Kirk Bovill – Henry Kissinger
- Jillian Armenante – Karen Hughes
- Fay Masterson – Edna Vincent
- Alfred Molina – Waiter
- Naomi Watts – News Anchor
- Joseph Beck – Karl Rove
- Paul Perri – Trent Lott